# فريدريك جاي بليس
فريدريك جاي بليس (22 يناير 1859 - 3 يونيو 1937) (بالإنجليزية: Frederick J. Bliss)‏ هو عالم آثار أمريكي.

## حياته
ولد في جبل لبنان، سوريا. كان والده دانيال بليس في البداية مبشرًا جماعيًا ثم رئيسًا للكلية البروتستانتية السورية في الجامعة الأمريكية في بيروت. تخرج فريدريك من كلية أميرست عام 1880، ثم قام بالتدريس في الكلية البروتستانتية السورية، وبعد ذلك التحق بمدرسة الاتحاد اللاهوتية. بعد التدريب على يد فليندرز بيتري في مصر، انخرط بليس في صندوق استكشاف فلسطين الذي يعمل في مجال علم الآثار الكتابي في موقع تل الحسي، بين عامي 1894 و1897، حيث كان في نفس الوقت يقود رحلة استكشافية للحفر في القدس، حيث تعاون مع إيه سي ديكي، بين عامي 1898 و1900، جنبًا إلى جنب مع ر.أ.س. ماكاليستر، وقام بليس بالتنقيب في عدة مواقع في منطقة شفله في إسرائيل، مما ساعد على تحسين التسلسل الزمني للمنطقة. ظهرت تقارير التنقيب الخاصة به بشكل متكرر في البيان ربع السنوي لصندوق استكشاف فلسطين، وتضمنت مقبض الجرة الأول مختومًا بأحد أختام الخليل LMLK، عام 1899، كان هذا أيضًا أول ختم به أيقونة ذات 4 أجنحة، بالإضافة إلى أول نقش MMST كامل عام 1900.
أُقيل من منصبه كرئيس للصندوق عام 1900 بسبب خلاف مع أقرانه حول كيفية التعامل مع القطع الأثرية المستخرجة من التنقيبات الأثرية ونقلها إلى إسطنبول بناءً على طلب السلطة العثمانية، بعد نشر كتابه وحفريات ماكاليستر في فلسطين عام 1902، حيث أنه لم يكن نشطًا في هذا المجال.

## روابط خارجية
- https://www.pef.org.uk/about/history/
- https://archivesspace.amherst.edu/repositories/2/resources/483